# Селлюль (Пюї-де-Дом)
Селлю́ль (фр. Cellule) — колишній муніципалітет у Франції, у регіоні Овернь-Рона-Альпи, департамент Пюї-де-Дом. Населення — 1109 осіб (2011).
Муніципалітет був розташований на відстані близько 330 км на південь від Парижа, 19 км на північ від Клермон-Феррана.

## Історія
До 2015 року муніципалітет перебував у складі регіону Овернь. Від 1 січня 2016 року належав до нового об'єднаного регіону Овернь-Рона-Альпи.
1 січня 2016 року Селлюль і Ла-Мутад було об'єднано в новий муніципалітет Шамбарон-сюр-Морж.

## Демографія
Динаміка населення (INSEE ):
Розподіл населення за віком та статтю (2006):
| Стать | Всього | До 15 років | 15-24 | 25-44 | 45-64 | 65-85 | Понад 85 |
| --- | ------ | ----------- | ----- | ----- | ----- | ----- | -------- |
| Чоловіки | 408    | 61          | 39    | 158   | 115   | 35    | 0        |
| Жінки | 467    | 92          | 31    | 158   | 147   | 39    | 0        |
| \| Статево-вікова піраміда \| Статево-вікова піраміда \| Статево-вікова піраміда \| \| ----------------------- \| ----------------------- \| ----------------------- \| \| Чоловіки \| Вік \| Жінки \| \| 0 \| 85 + \| 0 \| \| 4 \| 80-84 \| 19 \| \| 4 \| 75-79 \| 4 \| \| 8 \| 70-74 \| 4 \| \| 19 \| 65-69 \| 12 \| \| 19 \| 60-64 \| 23 \| \| 46 \| 55-59 \| 35 \| \| 23 \| 50-54 \| 50 \| \| 27 \| 45-49 \| 39 \| \| 54 \| 40-44 \| 23 \| \| 54 \| 35-39 \| 54 \| \| 31 \| 30-34 \| 54 \| \| 19 \| 25-29 \| 27 \| \| 16 \| 20-24 \| 12 \| \| 23 \| 15-20 \| 19 \| \| 15 \| 10-14 \| 27 \| \| 19 \| 5-9 \| 38 \| \| 27 \| 0-4 \| 27 \| |        |             |       |       |       |       |          |
| Статево-вікова піраміда |        |             |       |       |       |       |          |
| Чоловіки | Вік    | Жінки       |       |       |       |       |          |
| 0 | 85 +   | 0           |       |       |       |       |          |
| 4 | 80-84  | 19          |       |       |       |       |          |
| 4 | 75-79  | 4           |       |       |       |       |          |
| 8 | 70-74  | 4           |       |       |       |       |          |
| 19 | 65-69  | 12          |       |       |       |       |          |
| 19 | 60-64  | 23          |       |       |       |       |          |
| 46 | 55-59  | 35          |       |       |       |       |          |
| 23 | 50-54  | 50          |       |       |       |       |          |
| 27 | 45-49  | 39          |       |       |       |       |          |
| 54 | 40-44  | 23          |       |       |       |       |          |
| 54 | 35-39  | 54          |       |       |       |       |          |
| 31 | 30-34  | 54          |       |       |       |       |          |
| 19 | 25-29  | 27          |       |       |       |       |          |
| 16 | 20-24  | 12          |       |       |       |       |          |
| 23 | 15-20  | 19          |       |       |       |       |          |
| 15 | 10-14  | 27          |       |       |       |       |          |
| 19 | 5-9    | 38          |       |       |       |       |          |
| 27 | 0-4    | 27          |       |       |       |       |          |

## Економіка
2010 року серед 718 осіб працездатного віку (15—64 років) 493 були активними, 225 — неактивними (показник активності 68,7%, у 1999 році було 56,9%). З 493 активних мешканців працювало 469 осіб (237 чоловіків та 232 жінки), безробітними було 24 (7 чоловіків та 17 жінок). Серед 225 неактивних 41 особа була учнем чи студентом, 51 — пенсіонерами, 133 були неактивними з інших причин.

У 2010 році в муніципалітеті числилось 385 оподаткованих домогосподарств, у яких проживали 1052,0 особи, медіана доходів виносила 20 928 євро на одного особоспоживача